# Кампелє
Кампелє (хорв. Kampelje) — населений пункт у Хорватії, у Приморсько-Горанській жупанії у складі громади Врбник.

## Населення
Населення за даними перепису 2011 року становило 8 осіб.
Динаміка чисельності населення поселення:

## Клімат
Середня річна температура становить 14,05 °C, середня максимальна – 26,94 °C, а середня мінімальна – 1,65 °C. Середня річна кількість опадів – 1195 мм.
| Клімат поселення                              | Клімат поселення | Клімат поселення | Клімат поселення | Клімат поселення | Клімат поселення | Клімат поселення | Клімат поселення | Клімат поселення | Клімат поселення | Клімат поселення | Клімат поселення | Клімат поселення | Клімат поселення |
| Показник                                      | Січ.             | Лют.             | Бер.             | Квіт.            | Трав.            | Черв.            | Лип.             | Серп.            | Вер.             | Жовт.            | Лист.            | Груд.            |                  |
| Середній максимум, °C                         | 9,89             | 10,28            | 13,34            | 16,12            | 21,14            | 25,10            | 26,94            | 26,93            | 22,58            | 18,05            | 13,20            | 10,32            |                  |
| Середня температура, °C                       | 5,77             | 6,17             | 9,22             | 12,00            | 17,03            | 21,00            | 23,52            | 23,50            | 19,14            | 14,60            | 9,76             | 6,88             |                  |
| Середній мінімум, °C                          | 1,65             | 2,06             | 5,12             | 7,90             | 12,90            | 16,87            | 20,08            | 20,06            | 15,73            | 11,16            | 6,34             | 3,44             |                  |
| Норма опадів, мм                              | 98               | 79               | 80               | 83               | 79               | 88               | 49               | 72               | 136              | 156              | 154              | 121              |                  |
| Середньомісячна швидкість вітру, м/с          | 2.84             | 3.00             | 3.05             | 2.88             | 2.61             | 2.45             | 2.46             | 2.44             | 2.55             | 2.80             | 3.12             | 3.08             |                  |
| Середньомісячна сонячна радіація, кДж/м²·день | 4500             | 7286             | 10676            | 15231            | 19701            | 21368            | 22721            | 19711            | 14369            | 9268             | 4931             | 3806             |                  |
| --------------------------------------------- | ---------------- | ---------------- | ---------------- | ---------------- | ---------------- | ---------------- | ---------------- | ---------------- | ---------------- | ---------------- | ---------------- | ---------------- | ---------------- |
| Джерело:                                      |                  |                  |                  |                  |                  |                  |                  |                  |                  |                  |                  |                  |                  |